# Onekotan
L'île Onekotan (russe : Онекотан ; japonais : 温禰古丹島 ; Onekotan-tō, parfois Onnekotan-tō, aïnou : オネコタン ou オネコタㇴ) est une île volcanique inhabitée située près de la frontière nord de la chaîne des îles Kouriles de la mer d'Okhotsk, dans le nord-ouest de l'océan Pacifique. Son nom signifie « grand village » en aïnou.

## Géologie
Onekotan est de forme rectangulaire, d'une longueur de 42,5 kilomètres et d'une largeur variant de 11 à 17 km, pour une superficie de 425 km².
L'île est formée de deux stratovolcans, le Krenitsyn (1 329 m) qui tient son nom de Piotr Krenitsyn et le Nemo (1 019 m), connectés par un isthme relativement plat. Elle est séparée des autres îles (Mankarushi (en) et Kharimkotan) par le détroit de Fourth Kuril (en), le détroit de Yevreinov et le détroit de Krenitsyn.
La structure actuelle du bassin de la caldeira du lac Koltsevoe a été examinée par Kozlov et al.par le biais d'une étude sonar utilisant un sonar numérique et un positionnement par satellite. L'étude a produit 27 profils sonar et une carte bathymétrique compilée. Actuellement, le lac occupe la quatrième place parmi les lacs les plus profonds de Russie, il est le plus profond de l'Extrême-Orient russe et le plus grand de la région de Sakhaline. Son volume d'eau considérable souligne son importance en tant qu'atout hydrologique vital dans la macro-région de l'Extrême-Orient asiatique.

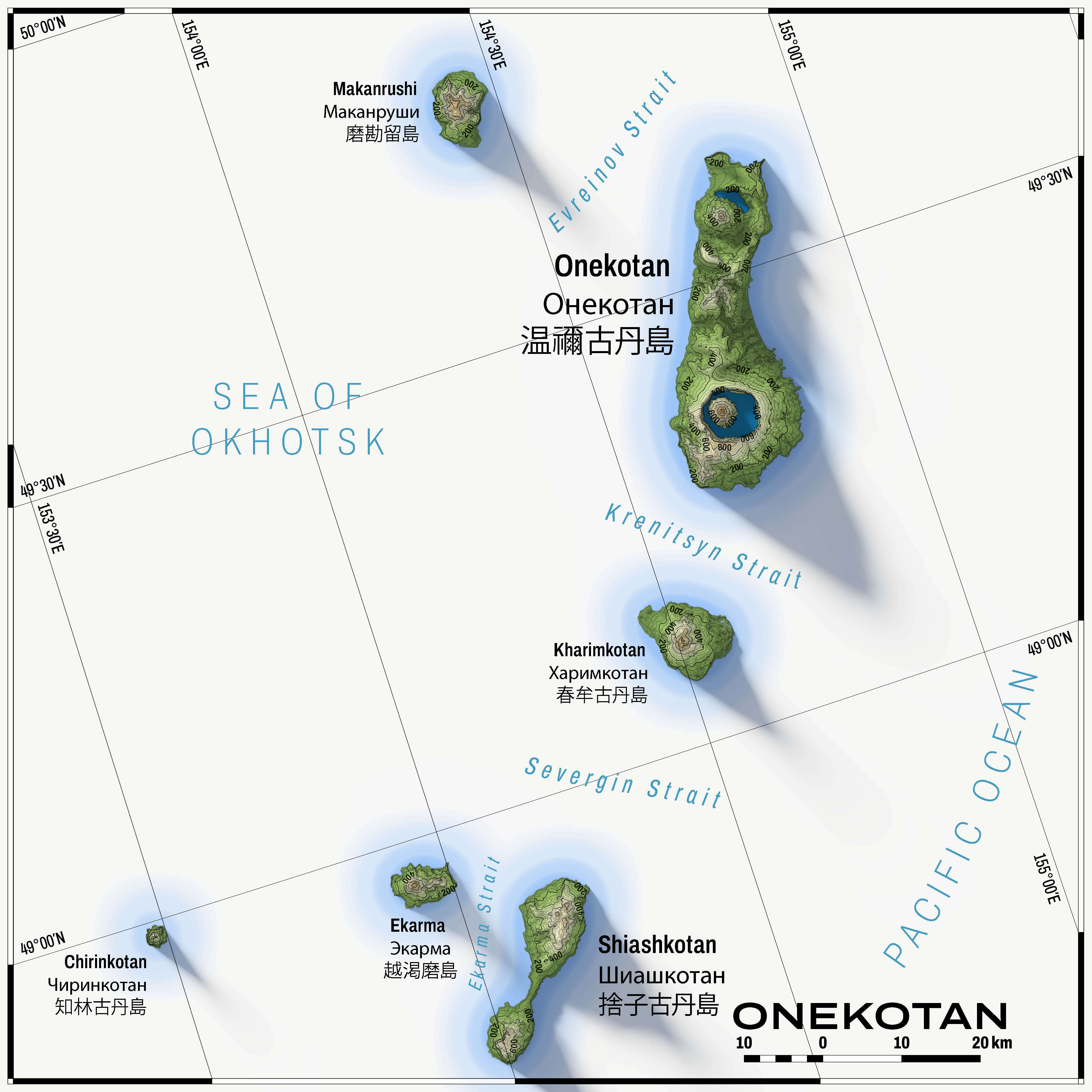
Carte topographique du groupe d'îles autour d'Onekotan
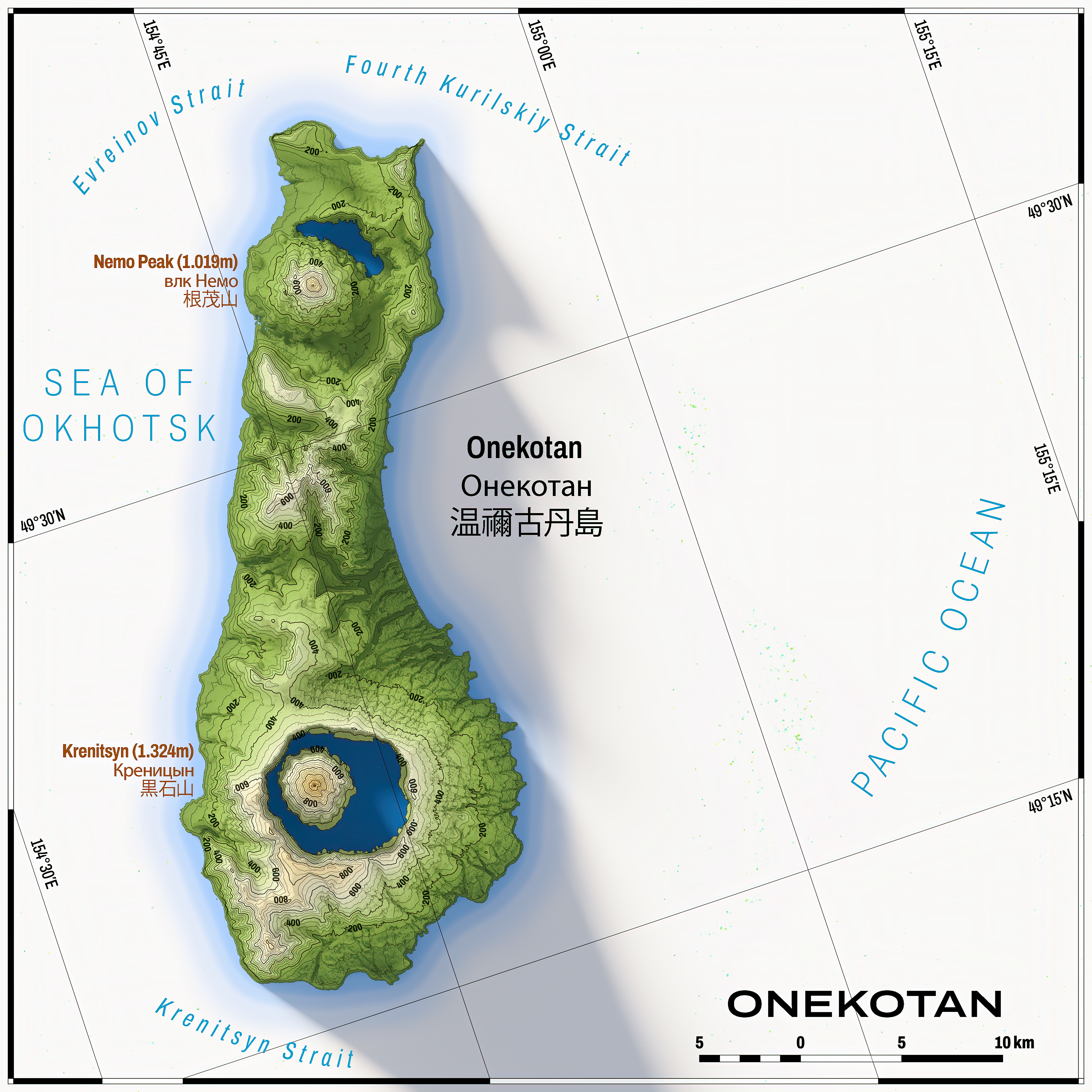
Carte détaillée d'Onekotan